# KGB-cellenmuseum
Het KGB-cellenmuseum is een museum in de Estse stad Tartu.
Het museum is gevestigd in het oorspronkelijke keldercelcomplex van het voormalige KGB-gebouw, lokaal ook bekend als het Grijze Huis. Het museum toont de geschiedenis van het pand, dat vanaf ongeveer 1940 tot 1991, tijdens de bezetting van Estland door de Sovjet-Unie, in gebruik was als gevangenis. In de gevangenis werden politieke gevangenen vastgehouden, ondervraagd en geëxecuteerd.
Het museum bevat veel oorspronkelĳke cellen en artefacten die een inkijkje bieden in de duistere gebeurtenissen uit die tijd, inclusief de deportaties naar de goelags in Siberië. Het pand wordt beheerd door het Stadsmuseum van Tartu.